# 江西銀行
江西银行（港交所：1916），是中国的一家股份制商业银行，成立于2015年12月，由原南昌银行吸收合并景德镇市商业银行后成立，为江西省首家省级法人银行。
2018年6月，江西銀行在香港進行公開招股，以5.94至6.66港元，發行最多11.7億股H股。

## 前身

### 南昌银行
南昌银行股份有限公司（英語：Bank of Nanchang）前称南昌市商业银行，在原南昌市40家城市信用社基础上由南昌市地方财政发起设立，1997年12月经中国人民银行批准成立。

### 景德镇市商业银行
2002年，景德镇市城市信用社成立。2011年3月29日，景德镇市商业银行挂牌成立。

## 合并
2015年9月1日，公告宣布南昌银行将吸收景德镇市商业银行成立江西银行，12月15日挂牌。

## 分行
目前现有分行13家：

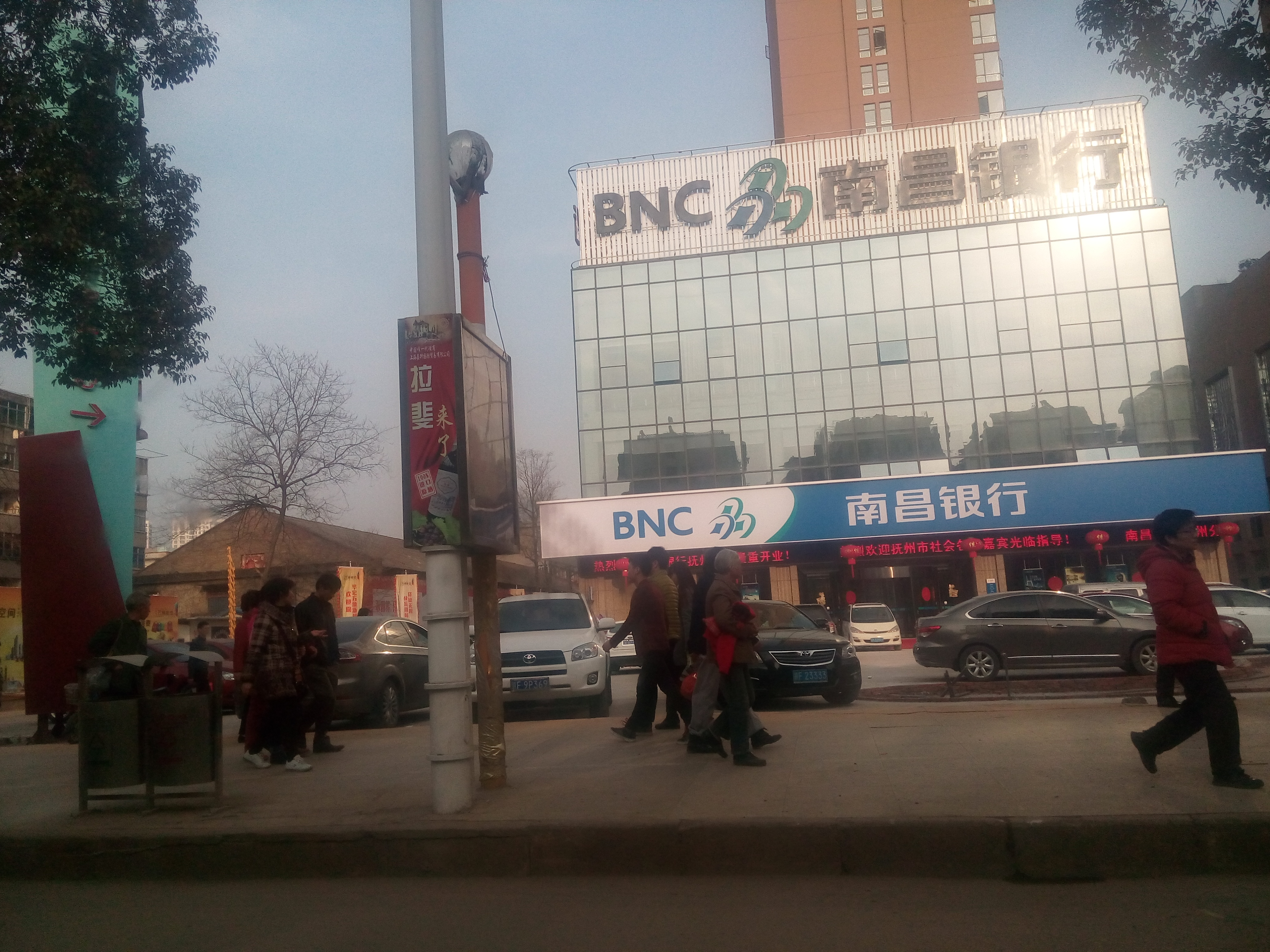
在抚州的分行，改名前拍摄
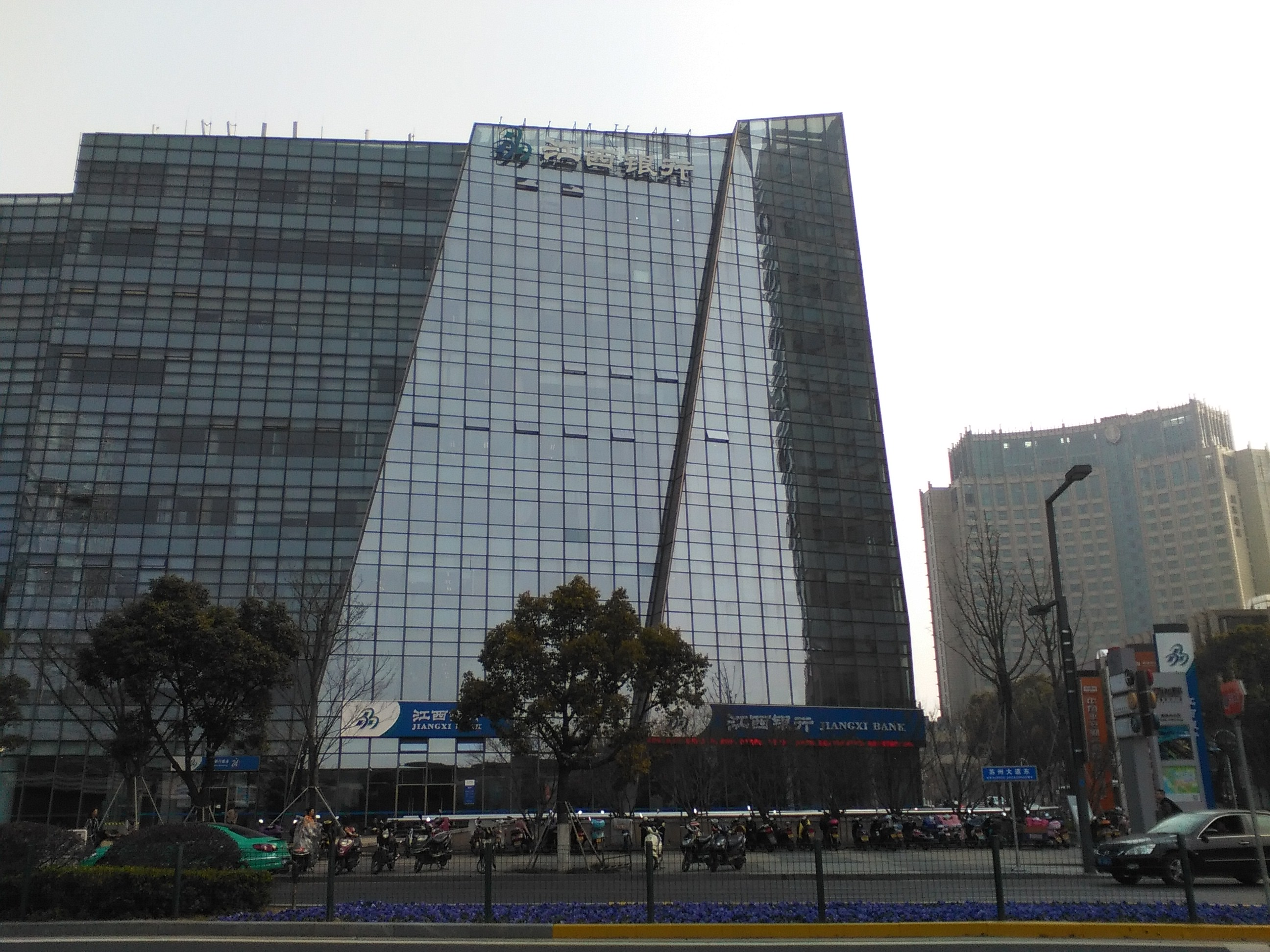
南昌分行
- 萍乡分行
- 九江分行
- 赣州分行
- 上饶分行
- 新余分行
- 宜春分行
- 吉安分行
- 抚州分行
- 鹰潭分行
- 景德镇分行
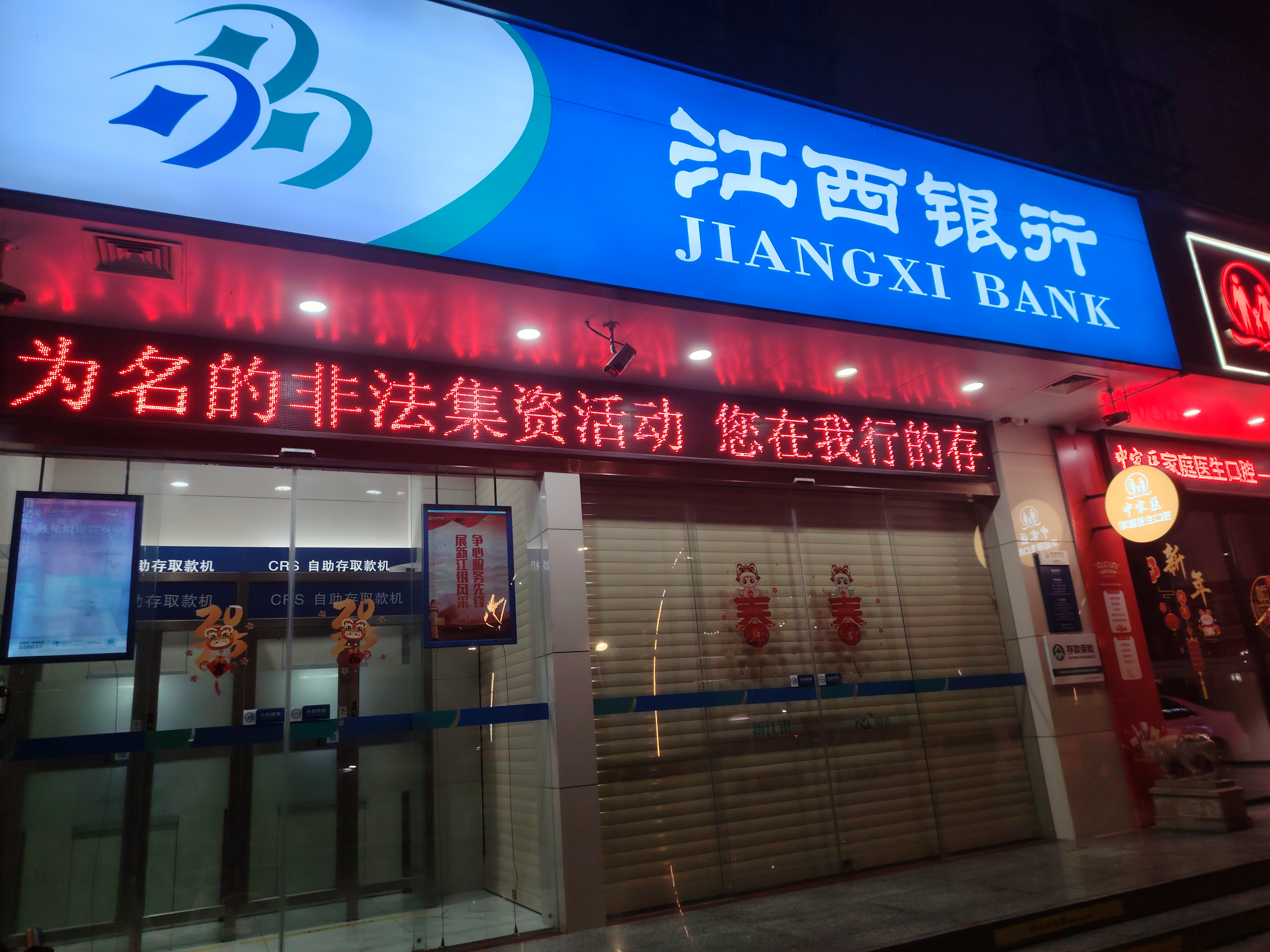
广州分行
- 苏州分行

- 在抚州的分行，改名前拍摄
- 苏州分行
- 广州越秀支行